# Isidore Ndaywel è Nziem
Isidore Ndaywel è Nziem, né le 7 février 1944 à Ipamu, est un professeur et historien congolais de renom. Il est une des sommités dans sa discipline en République démocratique du Congo. Il est l’auteur de plusieurs essais, études et ouvrages sur l’histoire du Congo parmi lesquels L'Histoire générale du Congo : de l'héritage ancien à la République démocratique.

## Biographie
Isidore Ndaywel è Nziem est né à Ipamu en 1944 dans la province de Bandundu. Historien de formation, il préside la société des historiens congolais. Il enseigne l’histoire à la faculté des lettres et sciences humaines à l’université de Kinshasa. Il a enseigné également à l’université de Lubumbashi, à l’université Marien-Ngouabi à Brazzaville (de 1977 à 1978) et à l’Université Laval du Québec (de 1984 à 1985)[réf. nécessaire]. 
En France, il a dirigé de 1993 à 1997, l'École des hautes études en sciences sociales (EHESS) puis travaillé comme chercheur au Centre d'études des mondes africains (CEMAF) de l'université Paris-I. En Belgique, il est membre correspondant de l'Académie royale des sciences d'outre-mer.
Directeur général honoraire de la Bibliothèque nationale du Congo et directeur des langues et de l'écrit à l’agence intergouvernementale de la Francophonie (1999 à 2004), il a été le commissaire général du comité national d'organisation du XIVe Sommet de la Francophonie (Kinshasa, 11 et 12 octobre 2012),.
En décembre 2017, réunis au sein du Comité des laïcs catholiques avec d'autres intellectuels congolais dont Jonas Tshiombela, Thierry Nlandu et Léonnie Kandolo, Isidore Ndaywel è Nziem lance un appel à manifester contre le président Joseph Kabila qui essaie alors de se maintenir au pouvoir malgré le terme de son mandat. Cet appel intervient à la veille du 31 décembre 2017, coïncidant avec l'anniversaire de la signature de l'Accord dit de la Saint-Sylvestre, signé à Kinshasa le 31 décembre 2016. Plusieurs laïcs, abbés et fidèles catholiques répondent à l'appel. Le gouverneur de la ville de Kinshasa interdit ces manifestations. Les forces de sécurité sont déployées tôt dans la matinée du 31 décembre 2017 à travers la ville de Kinshasa. Les paroisses sont encerclées et les manifestants dispersés à l'aide de gaz lacrymogène et à balle réels. L'on dénombre au moins huit victimes. Isidore Ndaywel è Nziem entre alors en clandestinité après une rumeur faisant état de l'existence d'un mandat d'amener lancé contre lui et ses collègues du Comité des laïcs catholiques et il poursuit la mobilisation. Il reçoit le prix d'honneur du prix Makomi 3e édition de 2019 par la Fête du livre de Kinshasa.
En mars 2021, il est parmi les experts pour organiser le premier concours qui récompense deux prix : le grand prix panafricain de littérature et le grand prix congolais du livre.

## Ouvrages

### Essais
- La société zaïroise dans le miroir de son discours religieux (1990-1993), Bruxelles, CEDAF, 1993.
- Histoire du Zaïre : de l’héritage ancien à l’âge contemporain, Louvain-la-Neuve, Duculot, 1997.
- « Du Congo des rébellions au Zaïre des pillages », in Cahiers d'études africaines, vol. 38, cahier 150/152, Disciplines et déchirures : les formes de la violence (1998), p. 417-439, publié par EHESS, 1998[6].
- (sous la dir.), La Constitution de la IIIe République du Congo-Zaïre adoptée par la CNS. Édition en 2 volumes (français, lingala, swahili, cilubà et kikongo). Volume I, Paris, L’Harmattan, 2002 (coll. « Mémoires lieux de savoir – Archives congolaises »)[7].
- Images, mémoires et savoirs : une histoire en partage, Karthala, 2009, 812 p. (avec E. Mudimbe-Boyi, préface de Pierre Nora)
- L'université dans le devenir de l'Afrique : un demi-siècle de présence au Congo-Zaïre, préface d'Elikia Mbokolo, L'Harmattan, 2007, 406 p.[8].
- Les années Lovanium : la première université francophone d'Afrique subsaharienne (Tome 1), L’Harmattan, 2010, 334 p.[9].
- Les années Lovanium : la première université francophone d'Afrique subsaharienne (Tome 2), L’Harmattan, 2010, 252 p.
- L'invention du Congo contemporain: Traditions, mémoires, modernités (Tome 1) L’Harmattan, Juillet 2016 ,264 p.[10].
- L'invention du Congo contemporain: Traditions, mémoires, modernités (Tome 2) L’Harmattan, Août 2016 ,294 p.[11].
- Les Années Unaza, Contribution à l'histoire de l'université Africaine Tome 1, éditions l'Harmattan 2018
- Les Années Unaza, Contribution à l'histoire de l'université Africaine  Tome 2, éditions l'Harmattan 2018

### Études critiques et publications universitaires
- Isidore Ndaywel è Nziem, Histoire générale du Congo : de l'héritage ancien à la république démocratique, Bruxelles, De Boeck & Larsier, Département Duculot, 1998, 995 p. (ISBN 2801111740, LCCN 98221760, lire en ligne).
- « Identité congolaise contemporaine : du prénom écrit au prénomoral », dans Figures et paradoxes de l’histoire au Burundi, au Congo et au Rwanda, Congo-Meuse, série Biennale des Archives et Musée de la littérature et du Centre d’étude des littératures belge et congolaise de langue française, tomes 4-5, vol. 2, 2002, p. 766-785.
- Les langues africaines et créoles face à leur avenir, L'Harmattan, 2003, 192 p.[12].
- De l'authenticité à la libération : se prénommer en République démocratique du Congo, Université de Kinshasa, date de parution[13]
- « Historiographie congolaise », paru dans la revue Civilisations, 2006, p. 237-254[14].
- Nouvelle Histoire du Congo, Bruxelles, le Cri, 2009, 744 p.